# John Catliff
John Catliff (né le 8 janvier 1965 à Vancouver en Colombie-Britannique) est un joueur international canadien de football, qui évoluait au poste d'attaquant.

## Biographie

### Carrière en sélection
Avec l'équipe du Canada, il dispute 44 matchs (pour 18 buts inscrits) entre 1984 et 1994. Il figure notamment dans le groupe des sélectionnés lors des JO de 1984, disputant un match contre la Yougoslavie.
Il participe également à la Gold Cup de 1991 avec la sélection canadienne.

## Palmarès
Vancouver 86ers
- Ligue canadienne (5) :
  - Champion : 1987, 1988, 1989, 1990 et 1991.
  - Meilleur buteur : 1988 (22 buts) et 1990 (19 buts).